# 徳島ラーメン

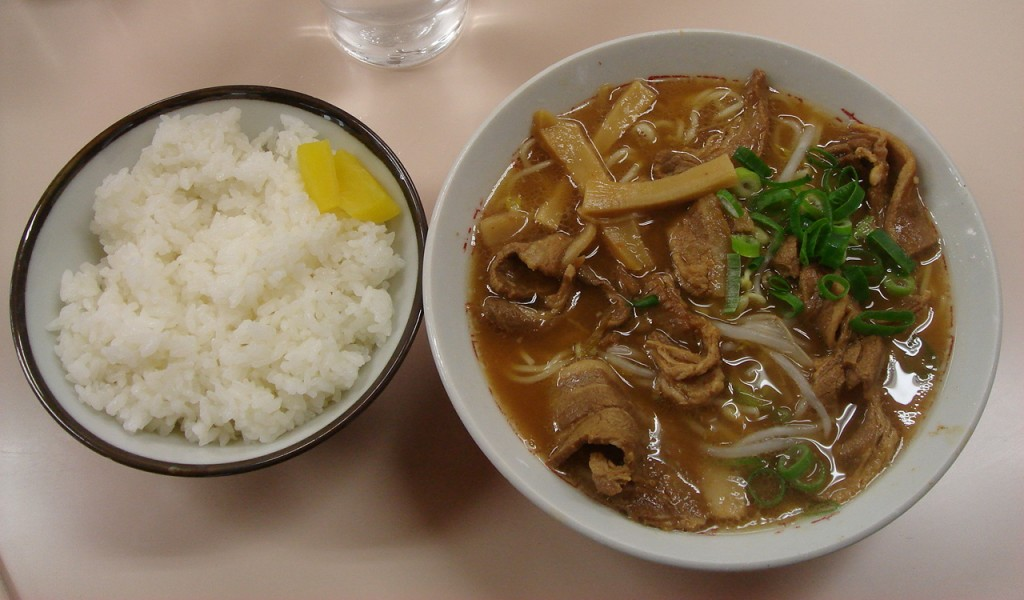
徳島ラーメン（いのたに）

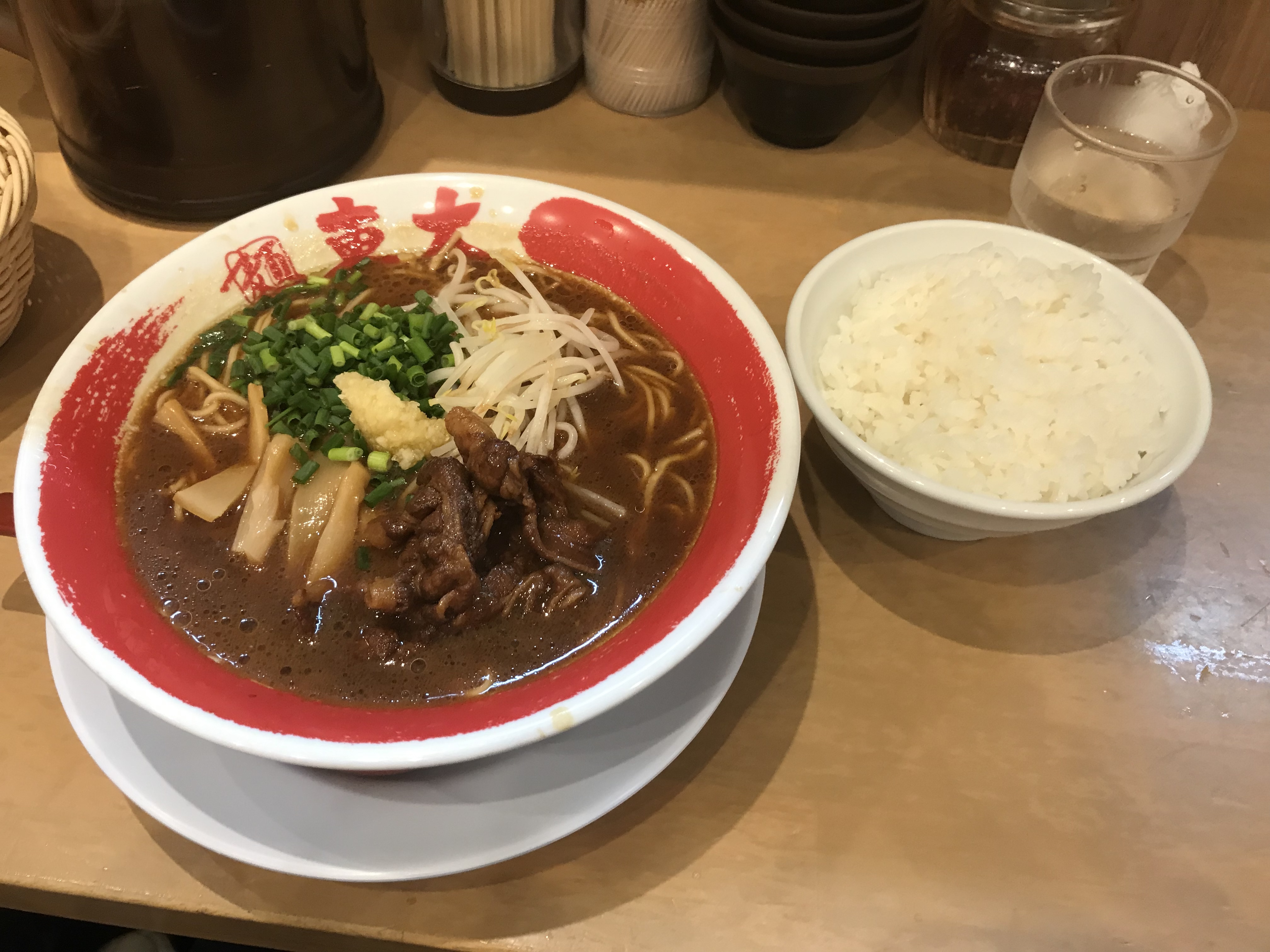
東大ラーメン（大阪・十三店）

徳島ラーメン（とくしまラーメン）は、徳島県のご当地ラーメンである。大きく白・茶・黄の三系統に分けられるスープとトッピングされる肉などが特徴である。「中華そばいのたに」が、1998年に新横浜ラーメン博物館に期間限定で出店したのを切っ掛けとして日本全国に徳島ラーメンが知られるようになった。

## 概要
徳島ラーメンは、戦後1949年頃に屋台から始まっていると言われている。
徳島にとんこつラーメンが広がったのは、日本ハムの前身である徳島ハムの工場があり、安いとんこつが大量に供給されたからといわれている。
屋台の夜鳴きそばや、街角の大衆中華そば店に端を発した中華そばである。庶民の空腹を満たしつつ自然発生的に広まり、70年余の長い歴史の中で変遷を遂げてきた。したがって、将来的に次世代の職人が全く毛色の違う徳島ラーメンを開発する可能性は大いにある。
スープは、大きく白・茶・黄の3系統などが見られる。発祥地と絡めて、白＝小松島系、茶＝徳島系、黄＝鳴門系に分類されることもある。
スープに薄口醤油や白醤油などで味付けした所謂とんこつの白系、豚骨スープに濃口醤油やたまり醤油で味付けし中細麺の茶（黒）系、鶏がらや野菜などを使い薄口醤油を加えた薄い色のスープを用いる黄系である。
ただ、大雑把な分類であるが、鶏ガラと豚骨が原材料の主流であり、多くの店でこの二素材を組み合わせてダシを取っている。これに店ごとのアレンジを加え、昆布や鰹節など魚介系の要素を加えたり、スープに複雑な旨味や和の舌感を醸し出している店もあれば、香味系の野菜や香辛料を隠し味で用いている店もあり、百花繚乱である。
トッピングされる肉であるが、薄切りの豚バラ肉を醤油や砂糖、みりん、酒ベースで甘辛く煮付けたものが乗せられる。店によって肉質や脂身の比率が異なり、甘辛さの度合いやカットの幅が異なり、そこに店の個性が出る。そのほか、牛肉、チャーシューがトッピングされる店も見られるようになった。
いずれの肉も単独の存在で成り立っているというよりも、時間の経過とともに、肉汁や脂を熱いスープに放ちながら、味わいを変化させていく役割（一口ごとにあっさりからこってりへ）を担っている。
麺は、縮れが少なく短め、固さは柔らかめである。具は、青ネギ、メンマ（というよりはタケノコの水煮）、モヤシなど。
生玉子が特徴的（特に茶系）であり、ほとんどの店で生玉子のトッピングがある。このことから、すき焼きのようなラーメンと表現する人もいる。

## 主な店舗
- 茶系

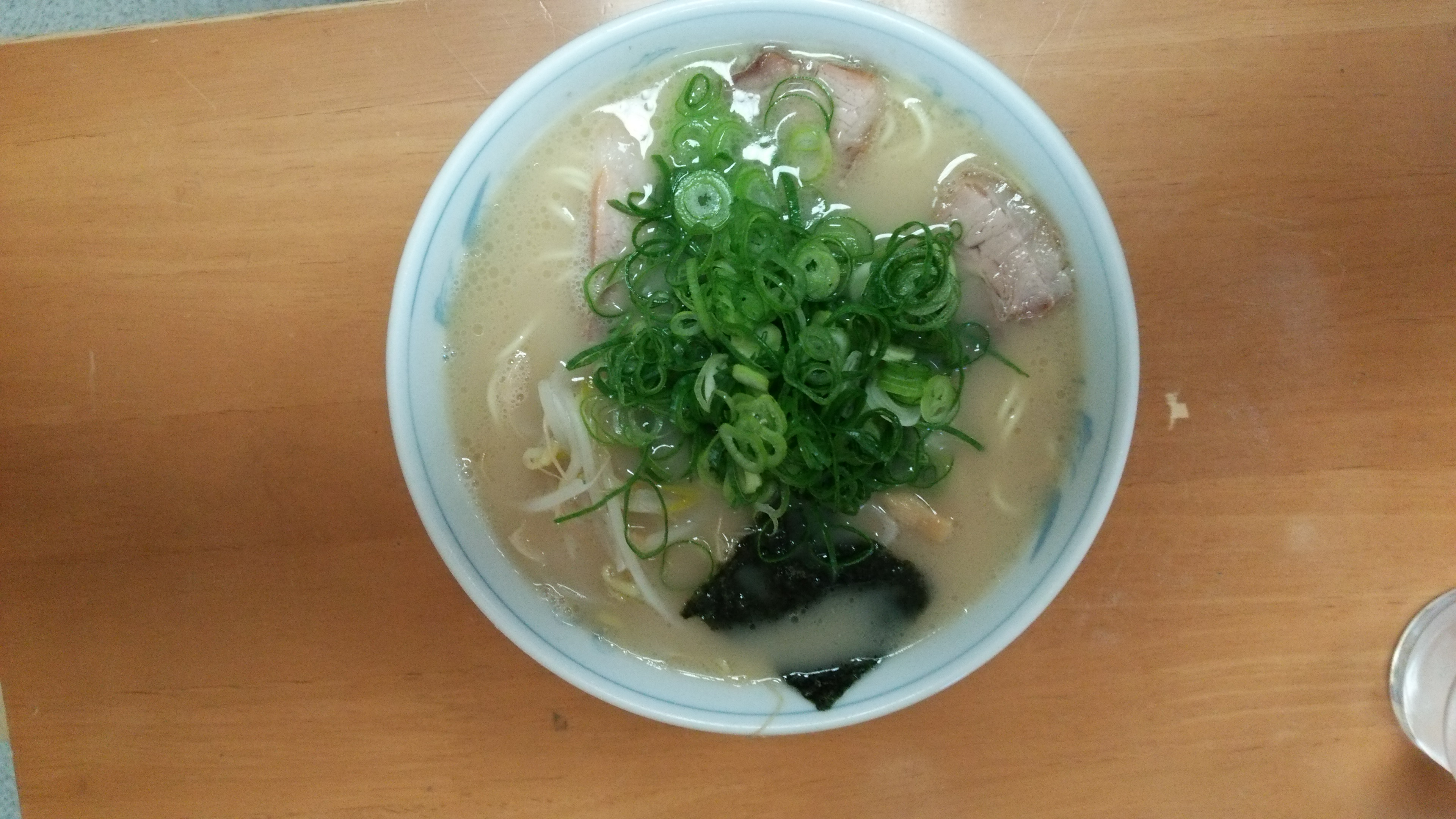
岡本中華

  - 中華そばいのたに（1998年9月から翌年5月まで新横浜ラーメン博物館に出店し、全国で徳島ラーメンが知られる切っ掛けとなった老舗店）[5][6]。
  - ラーメン東大（1999年創業、徳島市大道）[7][8]
  - 中華そば田村（2003年創業、板野郡北島町）[9]
  - 中華そばやまきょう（徳島市北矢三町）[10]
- 白系
  - 岡本中華（1951年創業、小松島市）[11]
  - 可成家（徳島市南庄町）[12]
- 黄系
  - 支那そば三八（1969年創業、徳島市北田宮）[13]
  - 支那そば よあけ（1952年創業、徳島市一番町）[14]